# Bruno Lussato
 (juin 2021).
Bruno Lussato, né le 25 novembre 1932 à Tunis et mort le 30 septembre 2009 à Paris, est un spécialiste des organisations, théoricien du management, théoricien de l'information, littérateur et enseignant français.

## Biographie
Bruno Lussato est professeur et fondateur de la chaire d'organisation au Conservatoire national des arts et métiers et professeur à la Wharton School de l'université de Pennsylvanie.
Dès 1973, il annonce l'avènement du micro-ordinateur et combat "les tenants des grandes organisations inhumaines",. Ainsi, il est réputé entre autres pour son opposition très précoce — dès le début des années 1970 — à la concentration des moyens informatiques, qu'il considérait comme une grave erreur, et à la « loi de Grosch » qu'il dénonçait comme modèle erroné de la réalité. 
Les années suivantes lui donnèrent en grande partie raison, surtout à partir du milieu des années 1980. Il revendique l'invention du mot microinformatique. Son collègue Michel Godet aime à rapporter son franc-parler en la matière: « La question de l'utilisation de l'ordinateur à l'école n'est pas plus importante que celle de la craie. » (Futuribles, 1988).
Lors de l'éclatement de la bulle internet en 2000, son livre « L’imposture informatique » estime que le minitel fut "un enfant naturel du plan calcul", dont l'abandon a marqué un "choc frontal entre deux conceptions : celle gaullienne de la prédominance de l’État dans les « grands chantiers du pays » dont l’informatique fait partie, et celle anglo-saxonne du tout libéral, où le privé a tout pouvoir, ce qui a engendré les GAFA".
Passionné d'art et de musique classique, il consacre sa vie à former ce qu'il appelle affectueusement ses « élèves » au travers de rencontres artistiques. Il est précurseur dans le domaine de l'organisation et du management. Il est le fondateur du Centre culturel des Capucins à Montfort-l'Amaury, racheté par la suite par l'entreprise L'Oréal. Le livre Décodage reprend un certain nombre des cours qu'il y enseigna.
Fait chevalier dans l'ordre de la Légion d'honneur par le ministre de l'Éducation nationale, officier de la Légion d'honneur par le ministre des Finances, et commandeur de la Légion d'honneur au titre de la recherche et de l'enseignement universitaire le 13 juillet 2007, il décède deux ans après le 30 septembre 2009 dans le 14e arrondissement de Paris, à la suite de complications liées à une infection nosocomiale.

## Les zébulons
Dans la lignée du « renard » d'Albert Ducrocq, mais avec les moyens informatiques des années 1970, il mit au point les « zébulons » : il s'agissait de chariots de manutention sans conducteurs, munis d'une électronique embarquée, et qui officiaient dans les entrepôts du Bazar de l'Hôtel de Ville sans surveillance humaine, prenant leurs instructions par un système radio. Le système fonctionna avec les performances et fonctionnalités prévues mais, si l'on en croit Lussato lui-même, les équipes ultérieures du BHV ne purent ou ne surent en assurer la maintenance, et l'expérience n'eut pas de développements ultérieurs.

## L'entretien (Apocalypsis cum Figuris)
Grande œuvre de sa vie, en perpétuelle évolution, ce journal de plusieurs tomes a été donné, puis continué pour la Bibliothèque nationale de France où il est conservé au Département des manuscrits anciens. Ces livres sont conçus comme une sorte de livre d'heures ; il y regroupe tout ce qui peut l'inspirer dans son travail ou dans ses passions : enluminures, musique classique, calligraphie, montages photographiques, art moderne. Chaque livre se découpe en séquences qui s'entremêlent et racontent une histoire différente. Il y écrit par à-coups, et chaque tome est sur un thème particulier et sous une forme différente. Il semble qu'un tome ait disparu pendant plusieurs années. Il est à noter que certains de ces sujets ont fait l'objet d'une forte autocensure du fait de leur caractère sensible. 

## Fondation Bruno Lussato
Bruno Lussato a créé à Uccle (Bruxelles) une fondation qui porte son nom, avec le financement d'un mécène russe inconnu et placée sous la direction de Constantin Chariot. Située dans une villa relevant de l’esthétique Art déco et construite en 1926 par Antoine Pompe, un élève de Victor Horta, la fondation conserve et amplifie une importante collection d'art Mingei, l'art populaire japonais. L'inauguration officielle a lieu en novembre 2012, alors qu'une maison conçue pour la cérémonie du thé, un jardin japonais et un auditorium le sont en 2013.

## LeRing
En 2005, Bruno Lussato achève un ouvrage encyclopédique sur la tétralogie L'Anneau du Nibelung de Richard Wagner, Voyage au cœur du Ring, en étroite collaboration avec Marina Niggli. En deux tomes (Poème commenté et Encyclopédie), d'environ 800 pages chacun, il analyse ce qui est, pour lui, une œuvre majeure parfaitement intégrée. L'ouvrage comporte un avant-propos de Pierre Boulez. Bien que s'adressant plutôt à des spécialistes, cet ouvrage répond à de nombreuses questions et polémiques sur l'œuvre.

## Institute for System Development
Certains de ses livres tels que Virus sont le produit de réflexion en think tank dans le cadre de l'ISD ou en collaboration avec Kevin Bronstein. Les manuscrit originaux sont alors "élagués" des informations qui pourraient bafouer le secret professionnel.

## Collections
Bruno Lussato collectionnait les stylos et en fit un musée. Une partie importante de ces stylos a disparu lors d'un cambriolage mais la collection est encore exposée au musée du Stylo, situé à Paris, près de la place d'Iéna.

## Ouvrages
- Virus / Huit leçons sur la désinformation (2007 - Syrtes)
- Voyage au cœur du Ring. Wagner - L'Anneau du Nibelung (2005 - Fayard), avec Marina Niggli - en deux volumes : Poème commenté et Encyclopédie
- L'imposture informatique (2000 - Fayard), avec François de Closets
- La troisième révolution (1999 - Plon)
- L'échelle humaine (1998 - Robert Laffont), avec Olivier de Tissot et Philippe Delannoy
- Décodage (1997 - Interédition)
- La vidéomatique (1996 - Organisation), avec Bruno France-Lanord
- Claude Mediavilla (1996 - Paris Bibliothèques), avec Claude Mediavilla
- Du signe calligraphié à la peinture abstraite (1996)
- Un amour de stylo (1995 - Robert Laffont), avec Jean-Pierre Guéno et Kimiyasu Tatsuno
- La Théorie de l'empreinte (1991 - ESF)
- Bouillon de culture (1986) - Robert Laffont, avec Gérald Messadié
- Le Défi informatique (1981 - Fayard)
- Les structures de l'entreprise (1981 - Organisation)
- Introduction critique aux théories d'organisation (1977 - Bordas)
- La micro-informatique : introduction aux systèmes répartis (1974 - Éditions d'informatique), avec Bruno France-Lanord et Pierre Bouhot.

## Distinctions
- Chevalier de la Légion d'honneur, par le ministre de l'Éducation nationale,

- Officier de la Légion d'honneur, par le ministre des Finances, le 19 février 1992[4].

- Commandeur de la Légion d'honneur, au titre de la recherche et de l'enseignement universitaire, le 13 juillet 2007[4].